# Maria Bard
Pour les articles homonymes, voir Bard.
Maria Bard, née le 7 juillet 1900 et morte probablement le 24 janvier 1944,, est une actrice allemande.
Elle tourne plusieurs films à l'époque du cinéma muet pour Rimax, l'entreprise de son premier mari Wilhelm Graaff. En 1930, séparée de Graaff, elle se lie avec Werner Krauss sur le tournage de Der Kaiser von Amerika. En l'apprenant, l'épouse de Krauss se suicide. En 1931, Maria Bard et Werner Krauss se marient. Elle a plus tard un troisième mari, l'acteur Hannes Stelzer.
Bard se suicide en 1944, apparemment pour des raisons politiques. Le 27 décembre 1944, vers la fin de la Seconde Guerre mondiale, Stelzer, alors pilote de la Luftwaffe, est abattu en vol sur le front de l'est.

## Filmographie
- À qui la faute ? (1924, muet)
- Sur le pavé de Berlin (1931)
- Un homme sans nom (1932)
- Première (1937)
- Cabrioles (1937)
- Über alles in der Welt (1941)
- GPU (1942)

## Source
- Thomas Elsaesser et Michael Wedel, Le BFI Compagnon de Cinéma allemand, British Film Institute de Londres, en Angleterre, en 1999.